# LimeWire
LimeWire是一個使用Gnutella網絡來尋找與傳送檔案的Java平台點對點檔案分享客戶端。Limewire是一個以GNU通用公共許可證發佈的自由軟體，另外亦鼓勵用戶繳費使用LimeWire Pro。2010年10月26日LimeWire输掉了与美国唱片业协会的版权官司，被法院命令永久停止运作。在LimeWire网站被关闭前，在所有使用P2P网络的网民中，56%使用LimeWire。2010年第四季度LimeWire网站被迫关闭后，许多用户转向Frostwire。去年第四季度，Frostwire的使用比例从第三季度的10%增至21%，Bittorrent从第三季度的8%增至12%。

## 特點
LimeWire以Java程式設計語言編寫，可在任何裝有Java虛擬機的電腦上運行，現提供了適用於Microsoft Windows、Mac OS X與基於RPM的Linux發行版的安裝程式。對Mac OS 9及其他早期版本的支援隨著LimeWire 4.0.10的發佈而喪失。
LimeWire使用SHA-1與Tiger Tree Hash暗號化散列函数來確保已下載資料的完整性。儘管硏究員已鑑定SHA-1算法的潛在弱點，但由於LimeWire並非只依賴於SHA-1，該些弱點不會對LimeWire驗証已下載檔案有太大的影響。
LimeWire提供透過Digital Audio Access Protocol分享其資料庫，因此當LimeWire運行時任何己分享的檔案將可被區域網絡中使用DAAP的裝置（如iTunes）檢測到。

## 版本
LimeWire的開發商Lime Wire LLC為該程式分發了兩個版本，一個免費的基本版與一個費用為18.88美元（9.78歐元）的增強版，開發商聲稱增強版會提供更快的下載速度。這是通過在任何時間推動相同搜查檔案直接連接4個主機來達成，而免費版限制了最多連接2個主機。2004年4月前免費版的LimeWire同梱了一個已被電腦安全專家認定為間諜軟體，名為LimeShop（一個TopMoxie的變種）的程式分發。除此之外LimeShop會監控線上採購以將銷售佣金更改到Lime Wire LLC，而反安裝LimeWire將不會移除LimeShop。2004年4月20日發佈的LimeWire 3.9.4移除了所有同梱軟體，解決了該些缺點。
由於LimeWire是一個自由與開放原始碼軟體，因而產生了多個衍生版本，包括了LionShare，一個賓夕法尼亞州立大學的實驗軟體開發計劃，以及一個擁有專利界面，基於Mac OS X的Gnutella客戶端Acquisition。康乃爾大學的硏究員開發了一個名為Credence的名聲管理插件，讓用戶可在下載前區別"真正（genuine）"與"可疑（suspect）"的檔案。2005年10月12日有報道指出一些LimeWire開放源始碼的參與者衍生了該計劃並將其名為FrostWire。
LimeWire是首個支援防火牆到防火牆傳輸的檔案分享程式，這個功能於2004年11月發佈的4.2版加入。
現時的LimeWire測試版結合了一個重新編寫的Limewire元數據處理與加入對BitTorrent的支援。

## 爭辯與法律問題
根據2005年6月28日紐約時報報道Lime Wire LLC因米高梅訴格羅斯特案的結果而考慮停止分發LimeWire。在2005年9月25日有報道指出Lime Wire LLC正製作一個拒絕分享缺乏有效授權資訊檔案版本的程式。但兩個改變都未有發生，截至2007年5月22日仍可下載與分享擁有版權的檔案。
在2006年8月4日美國唱片業協會控告LimeWire，聲稱其自未經授權的下載中獲益。2006年9月25日LimeWire以違反反托拉斯法反控訴RIAA。
2006年5月12日BBC報道"Limewire"與"Lime wire"是很可能會自互聯網搜尋引擎回傳連結到惡意軟體的搜尋字眼之一。
CA Anti-Spyware（原為PestPatrol）將LimeWire標記為間諜軟體，如將LimeWire與Kazaa同時安裝在電腦上亦會將Kazaa偵測為間諜軟體。
2010年10月26日LimeWire输掉了与美国唱片业协会的版权官司，被法院命令永久停止运作。

## 商業模式
Lime Wire LLC透過銷售Limewire Pro來獲得收益，一個6個月的Limewire Pro許可証要價$18.88，許多用戶普遍誤以為需要授權才可以通過LimeWire存取Gnutella網絡，實際上那僅是該軟體的許可証。
Pro版與Basic版有兩方面的分別：
- 提供技術支援
- 應該會提供更多搜尋結果與更快的下載速度

## 外部連結
- LimeWire官方網站 （页面存档备份，存于）

- LimeWire linked to Identity Theft
- LimeWire Bears Brunt of Identity Theft Concerns